# Comella
Comella is een geslacht van vlinders van de familie Callidulidae, uit de onderfamilie Callidulinae.

## Soorten
- C. aurifera Bethune- Baker
- C. insularis Joicey & Talbot
- C. laetifica (Felder & Felder, 1864)
- C. obscurior Rothschild